# Liste der denkmalgeschützten Objekte in Strengen
Die Liste der denkmalgeschützten Objekte in Strengen enthält die 11 denkmalgeschützten, unbeweglichen Objekte der Gemeinde Strengen im Bezirk Landeck.

## Denkmäler
| Foto |                 | Denkmal                                                                               | Standort                                          | Beschreibung | Metadaten |
| ---- | --------------- | ------------------------------------------------------------------------------------- | ------------------------------------------------- | --- | --- |
| ja   | Datei hochladen | Aufnahmsgebäude Strengen HERIS-ID: 59254 Objekt-ID: 70353 TKK: 22604                  | Bahnhof 248 Standort KG: Strengen                 | Das Aufnahmsgebäude wurde um 1884 errichtet, es ist ein Beispiel für den kleinsten Typus eines Aufnahmsgebäudes an der Arlbergbahn. Das zweigeschoßige Gebäude hat einen eine Fensterachse breiten, straßenseitigen Mittelrisalit, einen holzverschalten Giebel und ein Satteldach. Der eingeschoßige Seitenflügel mit Putzfassade und eingebauter Veranda dient als Bahnsteigdach. | BDA-Hist.: Q38086513 Status: Bescheid Stand der BDA-Liste: 2025-06-30 Name: Aufnahmsgebäude Strengen GstNr.: 2641/2                                             |
| ja   | Datei hochladen | Widum Strengen HERIS-ID: 55939 Objekt-ID: 64856 TKK: 41757                            | Dorf 12 Standort KG: Strengen                     | Der zweigeschoßige Mauerbau mit Krüppelwalmdach stammt im Kern aus dem 19. Jahrhundert und wurde 1999 grundlegend renoviert. Das Pfarrhaus ist traufseitig über eine zweiläufige Freitreppe erschlossen. | BDA-Hist.: Q38068924 Status: § 2a Stand der BDA-Liste: 2025-06-30 Name: Widum Strengen GstNr.: 2675 Widum, Strengen                                             |
| ja   | Datei hochladen | Kath. Pfarrkirche hl. Martin HERIS-ID: 55941 Objekt-ID: 64858 TKK: 29486              | bei Dorf 15 Standort KG: Strengen                 | Eine 1420 erstmals erwähnte Kirche wurde 1636/1637 umgebaut. Der heutige barocke Bau wurde 1753–1755 errichtet und 1974/1975 nach Westen erweitert. An das vierjochige Langhaus schließt ein eingezogener einjochiger Chor mit fünfseitigem Schluss an. An der Nordseite des Chors steht der Turm mit vorkragendem Glockengeschoß und Spitzhelm. Das Innere ist mit Pilastern gegliedert und mit einem Tonnengewölbe mit Stichkappen über reich profilierten Kämpfergesimsen gedeckt. Die Deckenbilder wurden 1874 von Johann Kärle geschaffen, die Glasfenster wurden 1974 von Norbert Strolz entworfen.                               | BDA-Hist.: Q38068946 Status: § 2a Stand der BDA-Liste: 2025-06-30 Name: Kath. Pfarrkirche hl. Martin GstNr.: 1 Kath. Pfarrkirche hl. Martin, Strengen           |
| ja   | Datei hochladen | Friedhof hl. Martin HERIS-ID: 77621 Objekt-ID: 91251 TKK: 72101                       | neben Dorf 15 Standort KG: Strengen               | Der Friedhof liegt nordöstlich der Pfarrkirche hl. Martin am Hang, er wurde 1983 und 2005 terrassenförmig um mehrere miteinander verbundene Ebenen erweitert. | BDA-Hist.: Q38150046 Status: § 2a Stand der BDA-Liste: 2025-06-30 Name: Friedhof hl. Martin GstNr.: 1 Friedhof hl. Martin, Strengen                             |
| ja   | Datei hochladen | Aufbahrungshalle, Totenkapelle HERIS-ID: 77622 Objekt-ID: 91252 TKK: 72102            | gegenüber Dorf 17c Standort KG: Strengen          | Die Aufbahrungshalle am Friedhof wurde um 1984 errichtet. Die Leichenkapelle hat nach Norden hin einen Giebel mit Fenstern, an den Seitenwänden schmale, hohe Rechteckfenster und einen offenen Dachstuhl. Südseitig schließt eine niedrigere Vorhalle auf zwei runden Holzsäulen an. | BDA-Hist.: Q38150057 Status: § 2a Stand der BDA-Liste: 2025-06-30 Name: Aufbahrungshalle, Totenkapelle GstNr.: 3                                                |
| ja   | Datei hochladen | Wallfahrtskapelle Mariahilf HERIS-ID: 55940 Objekt-ID: 64857 TKK: 22621               | Klaus Standort KG: Strengen                       | Die Kapelle wurde 1957 nach Plänen von Albert Bermoser als Ersatz für einen 1954 beim Ausbau der Arlbergstraße abgetragenen Vorgängerbau errichtet. Die Wallfahrt geht bis ins 15. Jahrhundert zurück. Der Mauerbau mit eingezogenem, rechteckigen Chorraum ist mit einem Satteldach gedeckt, das im Südwesten als Schleppdach über den Eingangsvorraum herabgezogen ist. Der im Südosten vorgestellte Turm mit steilem, verschindeltem Pyramidenhelm weist ein Sgraffito des hl. Christophorus von Norbert Strolz auf. An der nördlichen Traufseite befindet sich ein siebenteiliges Fensterband mit Glasmalereien von Norbert Strolz. | BDA-Hist.: Q38068934 Status: § 2a Stand der BDA-Liste: 2025-06-30 Name: Wallfahrtskapelle Mariahilf GstNr.: .389 Wallfahrtskapelle Mariahilf, Strengen          |
| BW   | Datei hochladen | Stopfer Kreuz HERIS-ID: 77785 Objekt-ID: 91417 TKK: 22623                             | gegenüber Steigsiedlung 241 Standort KG: Strengen | Das Stopfer Kreuz ist eine Wegkapelle (Stopfererkreuzkapelle), die 1973 anstelle eines älteren Vorgängerbaues - der dem Straßenneubau weichen musste - nach Plänen des Architekten Norbert Haueis neu errichtet wurde. Die Kapelle ist ein in den Hang gestellter Mauerbau mit südwestseitig angebautem Turm, der nach Süden im unteren Bereich als schräg ansetzende Stützmauer mit Rundbogenöffnung ausgebildet ist. Innen offener Dachstuhl und Glasmalereien. | BDA-Hist.: Q38150399 Status: § 2a Stand der BDA-Liste: 2025-06-30 Name: Stopfer Kreuz GstNr.: 412/1 Stopfer Kreuz, Strengen                                     |
| ja   | Datei hochladen | Kapelle hl. Magnus HERIS-ID: 77781 Objekt-ID: 91413 TKK: 22622                        | gegenüber Unterweg 119 Standort KG: Strengen      | Die gemauerte Kapelle mit dreiseitigem Chorschluss und geschmiegtem Satteldach mit hölzernem Dachreiter wurde um 1760 erbaut. An der Giebelseite weist sie ein Rundbogenportal auf, das von Lunettenfenstern flankiert wird, alle Maueröffnungen sind durch Putzfaschen betont. Der einjochige Innenraum mit Tonnengewölbe über profiliertem Stuckgesims und eingezogenem Gurtbogen zum Chorraum weist über dem Eingang eine einfache Holzempore auf. | BDA-Hist.: Q38150390 Status: § 2a Stand der BDA-Liste: 2025-06-30 Name: Kapelle hl. Magnus in Unterweg GstNr.: .103 Kapelle hl. Magnus in Unterweg, Strengen    |
| ja   | Datei hochladen | Straßenbrücke, Rosannabrücke HERIS-ID: 77682 Objekt-ID: 91313 TKK: 22607seit 2012     | Standort KG: Strengen                             | Die Rosannabrücke ist eine einspurige, kombinierte Balken- und Hängewerksbrücke mit einem über die Fahrbahnbreite hinausragenden Satteldach. An der Wetterseite hat sie eine Bretterverschalung. Sie wurde 1764 ohne Zuhilfenahme von eisernen Verbindungsmitteln errichtet. Das Dach wurde im 20. Jahrhundert großteils erneuert. | BDA-Hist.: Q38150180 Status: Bescheid Stand der BDA-Liste: 2025-06-30 Name: Straßenbrücke, Rosannabrücke GstNr.: 2571/2, 2619/1, 2505/1 Rosannabrücke, Strengen |
| ja   | Datei hochladen | Alte Klein Gfall Alm HERIS-ID: 87761 Objekt-ID: 102192 TKK: 115734, 115732, 115733, … | Standort KG: Strengen                             | Das Ensemble besteht aus mehreren Almhütten und Wirtschaftsgebäuden auf 1900 m Höhe. Es stammt aus der 1. Hälfte des 19. Jahrhunderts und wurde in den späten 1990er Jahren instand gesetzt. Blockbauten mit Schindeldächern. | BDA-Hist.: Q37721832 Status: § 2a Stand der BDA-Liste: 2025-06-30 Name: Alte Klein Gfall Alm GstNr.: .224, .225, .226, 2560/2 Kleingfallalpe                    |
| ja   | Datei hochladen | Veriller Kapelle HERIS-ID: 77685 Objekt-ID: 91316 TKK: 22625                          | Standort KG: Strengen                             | Die Veriller Kapelle wurde 1975 erbaut. Sie hat ein weit vorgezogenes, auf geschnitzten, ornamental verzierten Holzpfosten ruhendes Satteldach. In der Rundbogennische Mariahilfbild hinter einem kunstvoll gestalteten Gitter. | BDA-Hist.: Q38150192 Status: § 2a Stand der BDA-Liste: 2025-06-30 Name: Veriller Kapelle GstNr.: 2001/1                                                         |